# 70 Herculis
Désignations
70 Herculis (en abrégé 70 Her) est une étoile blanche de la constellation d'Hercule. Elle brille à une magnitude visuelle apparente de 5,12, ce qui la rend visible à l'œil nu.

## Environnement stellaire
70 Herculis est distante d'environ ∼ 421 a.l. (∼ 129 pc) de la Terre, et s'en rapproche à une vitesse radiale héliocentrique d'environ −18 km/s. Elle se déplace à travers la galaxie à une vitesse de 21,9 km/s par rapport au Soleil. Son orbite galactique est située entre 21 500 et 23 900 années-lumière du centre de la Galaxie. Elle sera la plus proche du Soleil dans 4,8 millions d'années, quand elle brillera à une magnitude de 3,91 et à une distance d'environ 74,75 pc (∼244 al).
70 Herculis est une étoile solitaire. Plusieurs faibles compagnons optiques lui sont recensés dans les catalogues d'étoiles doubles et multiples.

## Propriétés
70 Herculis est une étoile blanche de la séquence principale de type spectral A2V, qui arrive toutefois à la fin de sa vie sur la séquence principale. Elle est environ trois fois plus massive que le Soleil. Sa luminosité est 166 fois supérieure à celle de l'étoile du Système solaire et sa température de surface est de 9 290 K. L'abondance de fer de 70 Herculis est de 52,5 % celle du Soleil. Elle tourne sur elle-même à une vitesse de rotation projetée de 107 km/s.

## Observation
La constellation d'Hercule atteint son point culminant en été. Afin de pouvoir bien l'observer depuis la France et l'Europe préférez les mois de juin, juillet et août.
La constellation d'Hercule est située au Sud-Est de Véga, de la constellation de la Lyre, sur la ligne joignant Véga à Arcturus, de la constellation du Bouvier. La constellation est globalement peu brillante, et demande de bonnes conditions de visibilité (mag 4) pour être repérée et tracée.
70 Herculis se trouve en dessous de la « jambe gauche » d'Hercule.